# 阿尔及利亚总统
阿尔及利亚总统是阿尔及利亚的最高国家元首和军队总司令。总统任期为五年，可連任一次。可以任命议会上议院三分之一议员、政府成员、总理。

## 列表
民族解放陣線（FLN）

  社会主义革命党（PRS）

  民族民主联盟（RND）
| #     | 肖像                                                                 | 姓名 （生卒） （职务）                                                                                 | 上任日期       | 离任日期          | 所属政党            | 備注                     |
| 臨時  |                                                                      | 阿布德-拉赫曼·法雷斯 （Abderrahmane Farès） عبدالرحمن فارس （1911－1991） 临时执行主席                 | 1962年7月3日   | 1962年9月25日     | 民族解放陣線（FLN） | 代理                     |
| 臨時  |                                                                      | 费尔哈特·阿巴斯 （Ferhat Abbas） فرحات عباس （1899－1985） 全国制宪大会主席                            | 1962年9月25日  | 1963年9月15日     | 民族解放陣線（FLN） | 代理                     |
| 1     |                                                                      | 艾哈邁德·本·貝拉 （Ahmed Ben Bella） أحمد بن بلّة （1916－2012） 总统                                   | 1963年9月15日  | 1965年6月19日     | 民族解放陣線        | 政变下台                 |
| —     |                                                                      | 胡阿里·布迈丁 （Houari Boumediene） هواري بومدين （1932－1978） 革命委员会主席                         | 1965年6月19日  | 1976年12月10日    | 民族解放陣線/軍人   |                          |
| 2     | 胡阿里·布迈丁 （Houari Boumediene） هواري بومدين （1932－1978） 总统 | 1976年12月10日                                                                                         | 1978年12月27日 | 民族解放陣線/軍人 | 任内病逝            |                          |
| —     |                                                                      | 拉巴赫·比塔特 （Rabah Bitat） رابح بيطاط （1925－2000） 代总统                                         | 1978年12月27日 | 1979年2月9日      | 民族解放陣線        |                          |
| 3     |                                                                      | 沙德利·本·杰迪德 （Chadli Bendjedid） شاذلي بن جديد （1929－2012） 总统                                | 1979年2月9日   | 1992年1月11日     | 民族解放陣線/軍人   | 辞职                     |
| 代    |                                                                      | 阿卜杜勒-马利克·本哈比勒斯 （Abdelmalek Benhabyles） عبد المالك بن حبيلس （1921－2018） 宪法委员会主席 | 1992年1月11日  | 1992年1月14日     | 民族解放陣線        |                          |
| 代    |                                                                      | 穆罕默德·布迪亚夫 （Mohamed Boudiaf） محمد بوضياف （1919－1992） 最高国务委员会主席                    | 1992年1月14日  | 1992年6月29日     | 社会主义革命党      | 遇刺身亡                 |
| 代    |                                                                      | 阿里·卡菲 （Ali Kafi） علي حسين كافي （1928－2013） 最高国务委员会主席                                 | 1992年7月2日   | 1994年1月31日     | 民族解放陣線        | 辭職                     |
| —     |                                                                      | 利亚米纳·泽鲁阿勒 （Liamine Zéroual） اليمين زروال （1941－） 国家元首                                 | 1994年1月31日  | 1995年11月27日    | 独立人士            |                          |
| 4     | 利亚米纳·泽鲁阿勒 （Liamine Zéroual） اليمين زروال （1941－） 总统   | 1995年11月27日                                                                                         | 1997年2月21日  | 独立人士          |                     |                          |
| （4） | 利亚米纳·泽鲁阿勒 （Liamine Zéroual） اليمين زروال （1941－） 总统   | 1997年2月21日                                                                                          | 1999年4月27日  | 民族民主联盟      |                     |                          |
| 5     |                                                                      | 阿卜杜勒-阿齐兹·布特弗利卡 （Abdelaziz Bouteflika） عبد العزيز بوتفليقة （1937－2021） 总统            | 1999年4月27日  | 2019年4月2日      | 民族解放陣線        | 辭職                     |
| 代    |                                                                      | 阿卜杜勒卡德爾·本·薩拉赫 （Abdelkader Bensalah） عبد القـادر بن صالح （1941－2021） 代总统             | 2019年4月3日   | 2019年12月19日    | 民族解放陣線        | 代理                     |
| 6     |                                                                      | 阿卜杜勒-马吉德·特本 （Abdelmadjid Tebboune） عبد المجيد تبون （1945－） 总统                          | 2019年12月19日 |                   | 民族解放陣線        | 2019年阿尔及利亚总统选举 |

## 在世前任国家元首
截至2025年5月，在世的前任阿尔及利亚总统有1位，他们分別是（依據年齡排名）：
| 姓名              | 任期           | 出生日期     |
| ----------------- | -------------- | ------------ |
| 利亚米纳·泽鲁阿勒 | 1994年－1999年 | 1941年7月3日 |

- 最近去世的一位前任阿尔及利亚总统是阿卜杜勒-阿齐兹·布特弗利卡（任期：1999年－2019年），他于2021年9月17日去世，享年84岁。
- 最近去世的一位前任阿尔及利亚国家元首（代总统）是阿卜杜勒卡德尔·本萨拉赫（任期：2019年4月－2019年12月），他于2021年9月22日去世，享年80岁（满79周岁）。

## 最近一次总统大选
- 2019年阿尔及利亚总统选举（英语：2019 Algerian presidential election）